# Armilustrium
L'Armilustrium era una festività dell'antica Roma in onore di Marte, dio della guerra, celebrata il 19 ottobre.

## Descrizione
In questo giorno le armi dei soldati subivano una purificazione rituale e riposte per l'inverno. La cerimonia della lustratio si svolgeva sul colle Aventino, luogo dove si presume fosse stato sepolto il re, coreggente con Romolo, Tito Tazio. Oggi vi sorge piazza dei Cavalieri di Malta, ornata da Giovanni Battista Piranesi con rilievi secondo il tema dell'Armilustrium. L'ordine sacerdotale danzante dei Salii, dedicato a Marte, aveva parte rilevante nel cerimoniale.
I cittadini-soldati svolgevano poi il rituale di ripresa delle armi in primavera, ma l'oggetto principale della festività erano le trombe, di qui il nome Tubilustrium da tubae.